# ギブス石
ギブス石（ぎぶすせき、gibbsite）とは、水酸化アルミニウム（Al(OH)3）よりなる鉱物（水酸化鉱物）。ボーキサイト（アルミニウム鉱石）を構成する主要鉱物の1つである。多形にバイヤー石（Bayerite）、ノードストランド石（Nordstrandite）、ドイル石（Doyleite）があるが、外見で区別は不可能である。
アメリカ合衆国マサチューセッツ州バークシャー郡リッチモンドで発見され、同国の鉱物学者・鉱物コレクターのジョージ・ギブスにちなみ命名された。命名者はジョン・トーリー。
球状の集合体として産出することが多く、結晶は稀である。

## 用途
アルミニウム原料。